# Gennaro Righelli
Gennaro Salvatore Righelli, född  12 december 1886  i Salerno, död 6 januari 1949 i Rom, var en italiensk filmregissör som under sin karriär regisserade mer än 100 långfilmer och gick till filmhistorien som regissör för den första italienska ljudfilmen La canzone dell'amore (1930).
Righelli karakteriseras av filmhistoriker som en produktiv och effektiv skapare av ett stort antal filmer, huvudsakligen folkliga komedier, av vilka knappast någon kan beskrivas som ett mästerverk men alla var gediget hantverk och de flesta av dem blev rejäla publikframgångar. Righellis filmer var alltid gjorda efter en viss standardmall med återkommande mönster för berättande och skådespeleri i film efter film. Han ägnade sig aldrig åt några experiment eller provokationer som skulle ha inneburit ekonomiska risker för producenterna. För honom fanns endast ett rätt sätt att göra film på men otaliga sätt som skulle ha varit mer eller mindre felaktiga. Righellis inställning till filmskapande var således i grunden mer en hantverkares än en skapande konstnärs. Righelli var uttalat kommersiellt inriktad i sitt filmskapande. Han gjorde inte filmer för att vinna priser på filmfestivaler utan för att dra så stor publik som möjligt till salongerna.

## Biografi
Gennaro Salvatore Righelli föddes som son till den napolitanske skådespelaren Angelo Righelli och dennes hustru Maria Galassi, som var från Bologna. Righelli gick i faderns fotspår och började uppträda som skådespelare på den dialektala teaterscenen i Neapel 1902. Han blev snart intresserad av filmen och inledde 1911 sin karriär som skådespelare och regissör inom stufilmen. Skådespelarkarriären blev kortvarig och Righelli koncentrerade sig på regin. Av hans tidiga filmer från stumfilmens period finns nästan inget bevarat och endast ett fåtal av dem är ihågkomna av filmhistoriker, främst för att manuskripten finns kvar. De som brukar nämnas som exempel på hur han gjorde film under denna tid är Come le foglie (1916) och La casa di vetro (1920). Under 1920-talet gjorde Righelli många filmer som var tysk-italienska samproduktioner. I flera av dem spelades den kvinnliga huvudrollen av Maria Jacobini som han gifte sig med 1925.
Righellis stora stund kom 1930 då producenten Stefano Pittaluga, som tidigare gett honom och Alessandro Blasetti i uppdrag att producera var sin ljudfilm, meddelade att Righellis film, La canzone dell'amore, skulle få premiär före Blasettis Resurrectio och därmed bli den första italienska ljudfilmen som släpptes för offentlig visning. Filmen blev givetvis en publiksuccé och ledmotivet Solo per te Lucia, komponerat av Cesare Andrea Bixio blev det årets mest spridda musikstycke i Italien. Själva filmen beskrevs däremot av kritikerna som en medioker melodram, inte alls lika bra som Blasettis av kommersiella skäl senarelagda film.
Från karriärens höjdpunkt återvände Righelli snabbt till vardagen. Genom det tekniska försprång han skaffat sig inom ljudfilmen kunde han på kort tid producera ett antal lättsamma komedier som ofta var omarbetade teaterpjäser. En del av dem blev mycket populära, inte minst för att den nu i pressen upphaussade Righelli kunde dra till sig ett antal populära skådespelare, bland andra Armando Falconi,  Angelo Musco samt bröderna Eduardo och Peppino De Filippo. Med de två sistnämnda och Assia Noris i huvudrollerna gjorde han komedin Quei due (1935), baserad på Eduardos pjäs Sik-Sik, l'artefice magico (1929), som blev en av de mest vinstbringande av hans omkring 110 filmer. Righelli lyckades också locka den då som skådespelare eftertraktade Vittorio De Sica till att acceptera huvudrollen i ett par av sina standardkomedier, Il signore desidera? (1933) och Hanno rapito un uomo (1938).
Under kriget sjönk Righellis popularitet något men en tillräckligt stor grupp trogna biobesökare garanterade att han kunde fortsätta att göra filmer med vinst. Efter kriget steg hans publiksiffror åter brant då han lyckades få Anna Magnani att acceptera huvudrollen i Abbasso la miseria! (1945), hennes första film efter Rom – öppen stad. Kombinationen med Righelli och Magnani samt ett generellt ökande filmintresse efter krigsslutet gjorde filmen till en kassasuccé utöver det vanliga och fyllde biosalongerna i flera månader. Produktionsbolaget Lux film ville därför att Righelli omedelbart skulle göra en uppföljare med Magnani i huvudrollen. Resultatet blev en ny ekonomisk framgång, Abbasso la ricchezza! (1946). Uppföljaren drog in ännu mera pengar än den första delen men en stor skillnad var att kritikerna, som varit relativt positiva till den första filmen, totalsågade den andra och drog sig inte ens för att kritisera den omåttligt populära Magnani för hennes deltagande i en vulgär och meningslös film. Den brutalaste kritiken levererades av Alberto Moravia som i sin recension skrev ungefär att Righelli gjort sitt bästa men att Righellis bästa inte var mycket att se.
Righelli verkade inte speciellt tagen av kritiken. Han gick vidare och anlitade Rossano Brazzi som protagonist till sin nästa film Il corriere del re (1947), en nyinspelning av Der geheime Kurier (1928), en av Righellis mest uppmärksammade tysk-italienska samproduktioner från stumfilmstiden, baserad på Stendhals roman Rött och svart (1830). Filmen blev Righellis sista. Han avled ett drygt år efter premiären utan att ha påbörjat någon ny film.